# Lista de episódios de Austin & Ally

Serie da Disney Channel Estados Unidos

Segue abaixo a lista de episódios da Série Disney Channel, Austin & Ally. Criado por Kevin Kopelow e Heath Seifert, a série segue a parceria entre quatro pessoas - Austin (Ross Lynch), é um cantor que virou ídolo do dia para a noite e gosta muito de se divertir, Ally (Laura Marano), ela é compositora de Austin e também é a mais inteligente do grupo, Dez (Calum Worthy), é o diretor dos vídeos de Austin e melhor amigo dele também e Trish (Raini Rodriguez), a empresária muito esforçada. Juntos eles podem fazer tudo!

## Resumo
| Temporadas | Temporadas | Episódios | Exibição nos Estados Unidos | Exibição nos Estados Unidos | Exibição no Brasil      | Exibição no Brasil      | Exibição em Portugal | Exibição em Portugal    |
| Temporadas | Temporadas | Episódios | Estreia                     | Final                       | Estreia                 | Final                   | Estreia              | Final                   |
| ---------- | ---------- | --------- | --------------------------- | --------------------------- | ----------------------- | ----------------------- | -------------------- | ----------------------- |
|            | 1          | 19        | 2 de dezembro de 2011       | 9 de setembro de 2012       | 26 de fevereiro de 2012 | 3 de dezembro de 2012   | 11 de maio de 2012   | 1 de fevereiro de 2013  |
|            | 2          | 26        | 7 de outubro de 2012        | 29 de setembro de 2013      | 10 de dezembro de 2012  | 25 de janeiro de 2014   | 10 de maio de 2013   | 7 de março de 2014      |
|            | 3          | 22        | 27 de outubro de 2013       | 23 de novembro de 2014      | 3 de março de 2014      | 20 de fevereiro de 2015 | 7 de março de 2014   | 13 de fevereiro de 2015 |
|            | 4          | 20        | 18 de janeiro de 2015       | 10 de janeiro de 2016       | 19 de abril de 2015     | 19 de fevereiro de 2016 | 8 de maio de 2015    | 12 de fevereiro de 2016 |

## Episódios

### 1ª Temporada (2011-12)
| # | Títulos                                                                       | Estreias                                       | Código de Produção | Audiência (em milhões) |
| --- | ----------------------------------------------------------------------------- | ---------------------------------------------- | ------------------ | ---------------------- |
| 1 | "Roqueiros & Compositores" Rockers & Writers "                                | 02 de Dezembro de 2011 26 de Fevereiro de 2012 | 101                | 5.7                    |
| A história conta sobre as vidas de Austin, um aspirante a cantor um pouco infantil e Ally, uma ótima cantora e compositora, mas que é tímida demais para mostrar seu talento. Quando Austin ouve uma música de Ally, ele a grava e a posta na internet, pensando que ele mesmo compôs. |                                                                               |                                                |                    |                        |
| 2 | "Cangurus & Caos" Kangaroos & Chaos"                                          | 04 de Dezembro de 2011 04 de Março de 2012     | 102                | 4.0                    |
| Já faz de um mês que nenhuma música de Austin é lançada, com isso ele teme ser esquecido. Quando todos pressionam Ally para terminar a música, ela entrega a letra que qualquer jeito, fazendo todo mundo entender errado: Trish entende a palavra "jaqueta" no meio da letra e acaba trazendo uma jaqueta de um lutador famoso chamado "Socador", e Dez acaba trazendo um canguru. |                                                                               |                                                |                    |                        |
| 3 | "Segredos & Livros de Canções" Secrets & Songbooks"                           | 11 de Dezembro de 2011 11 de Março de 2012     | 103                | 3.4                    |
| Ally perde seu diário e livro de canções, e fica desesperada. Então, todos a ajudam a procurar. Quando Dez e Austin o encontram, eles não aguentam a curiosidade e o leem. Porém, ao ler o diário, Austin começa a pensar que Ally gosta dele. |                                                                               |                                                |                    |                        |
| 4 | "Zalienígenas & Vigilantes" Zaliens & Cloud Watchers"                         | 08 de Janeiro de 2012 18 de Março de 2012      | 105                | 3.0                    |
| Austin odeia a nova música que Ally escreveu, mas não tem coragem de dizer a ela, com medo de magoá-la. Quando ele finalmente tem coragem e conta, os dois percebem que não tem quase nada em comum. Então, eles começam a passar mais tempo juntos, para um aprender a gostar das coisas que o outro gosta. Enquanto isso, por mais improvável que seja, Trish e Dez percebem que tem mais coisas em comum do que imaginavam. |                                                                               |                                                |                    |                        |
| 5 | "Blogueiros e Borboletas" Bloggers & Butterflies"                             | 15 de Janeiro de 2012 25 de Março de 2012      | 104                | 2.8                    |
| Quando um blog anônimo começa a espalhar notícias constrangedoras sobre Austin, todos começam a investigar quem é o autor do blog. Quando eles descobrem, acabam descobrindo também que a menina que escreve o blog odeia Ally, e não Austin. Então, para fazer com que a garota pare de difamar Austin na internet, Ally terá que enfrentar seu maior medo: se apresentar em público. |                                                                               |                                                |                    |                        |
| 6 | "Ingressos & Sacos do Lixo" Tickets & Trashbags"                              | 22 de Janeiro de 2012 01 de Abril de 2012      | 107                | 3.0                    |
| Austin é convidado a se apresentar no Prêmio de Música da Intenet, junto do rapper MC Bufunfa. Porém, Austin só ganhou um ingresso extra, fazendo seus amigos competirem entre si pelo mesmo. |                                                                               |                                                |                    |                        |
| 7 | "Empresários & Almôndegas" Managers & Meatballs"                              | 29 de Janeiro de 2012 08 de Abril de 2012      | 108                | 3.5                    |
| Trish começa a ser irresponsável no seu trabalho de empresária de Austin. Uma nova empresária, D'Monica Watson, se interessa em gerenciar a carreira de Austin. Ele fica relutante em trocar de empresária, mas quando Trish pisa na bola outra vez, ele aceita a proposta de D'Monica, para a raiva de Trish. Porém, D'Monica começa a acabar com a equipe Austin, usando truques desonestos para conseguir isso. |                                                                               |                                                |                    |                        |
| 8 | "Proprietários de Clubes & Quinceañeras" Club Owners & Quinceaneras"          | 19 de Fevereiro de 2012 29 de Abril de 2012    | 109                | 3.5                    |
| Trish vai ter sua Quinceañera, uma festa tradicional mexicana que comemora os 15 anos de uma garota. Porém, ela só aceita porque sabe que vai ganhar muitos presentes. Enquanto isso, Austin descobre que o primo de Trish é dono da maior rede de clubes do país, e faz de tudo para impressioná-lo. Ally treina para convidar sua paixão, Dallas, para dançar na festa de Trish, mas ela é tão ruim dançando que Austin resolve ajudá-la. Porém, ao ajudar Ally, Austin machuca seu pé, o que preocupa todos com relação à apresentação que ele faria na festa de Trish.                                                                     |                                                                               |                                                |                    |                        |
| 9 | "Dj's & Demos" Deejays & Demos"                                               | 26 de Fevereiro de 2012 15 de Abril de 2012    | 111                |                        |
| Austin é convidado para dar uma entrevista com o DJ de rádio mais famoso de Miami. Ally fica chateada depois que Dez diz que ela é invisível, por causa de seu medo de palco. Austin, vendo a tristeza da amiga, resolve tocar um CD de Ally na entrevista do rádio. Porém, o DJ convida Ally para tocar a música ao vivo, para o pânico de todos. |                                                                               |                                                |                    |                        |
| 10 | "Recordes Mundiais & Destruidores de Trabalho" World Records & Work Wreckers" | 04 de Março de 2012 06 de Maio de 2012         | 113                | 3.1                    |
| Ally acaba contratando por acidente Dallas, o garoto que gosta, para trabalhar na Sonic Boom, contrariando a ordem de seu pai. Ela acaba percebendo que ele é horrível no trabalho, mas tem medo de demiti-lo por gostar dele. Trish tenta provar para Ally que consegue ficar mas de três dias num emprego, e Austin e Dez tentam bater algum recorde para entrar no famoso livro dos recordes, mas ao perceberem que apenas um dos dois poderia ter seu nome no livro, os dois começam a competir demais e a amizade deles é posta à prova.                                                                                                  |                                                                               |                                                |                    |                        |
| 11 | "Composições & Estrelas do Mar" Songwriting & Starfish"                       | 11 de Março de 2012 20 de Maio de 2012         | 110                | 2.9                    |
| Austin e Ally não tem sucesso ao compor uma música para o concurso "Som do Verão", e ao entrar na sorveteria do shopping para recuperar o caderno de Ally, eles são presos e acusados de roubar a loja. |                                                                               |                                                |                    |                        |
| 12 | "Sopas & Estrelas" Soups & Stars"                                             | 25 de Março de 2012 06 de Junho de 2012        | 115                | 2.6                    |
| Ally descobre que sua professora do jardim de infância abriu uma loja de sopas no shopping. Ally fica triste porque ela tem bem menos seguidores no Twitter do que Austin, e descobre que é porque ele só faz postagens bobas e inusitadas. Ally então coloca uma aranha na sopa de sua professora e posta, fazendo que ela ganhe vários seguidores, mas também comprometendo o negócio de sua professora. |                                                                               |                                                |                    |                        |
| 13 | "Assaltos & Armadilhas" Burglaries & Boobytraps"                              | 15 de Abril de 2012 03 de Junho de 2012        | 106                | 3.3                    |
| Ally está brava com Austin por ele nunca cumprir seus horários. Enquanto isso, há uma série de assaltos pelo shopping, e todos os donos de lojas oferecerem uma recompensa para aquele que pegar o ladrão. Quando uma guitarra valiosa é roubada da Sonic Boom, Ally e Trish assistem ao vídeo da câmera de segurança e veem Austin roubando a guitarra. |                                                                               |                                                |                    |                        |
| 14 | "Meu Tablet & Meu Animal de Estimação" My Tablet & My Pet"                    | 22 de Abril de 2012 19 de Agosto de 2012       | 114                | 2.9                    |
| A turma está animada porque o novo MyTab6 vai ser vendido em liquidação, mas para conseguirem uma cópia, eles precisam enfrentar uma fila enorme. Além disso, é aniversário de Owen, o pássaro de estimação de Ally. Quando Ally mandam Austin e Dez cuidarem de Owen porque acham que eles não tem responsabilidade para ficar na fila, os dois acabam deixando o pássaro fugir. |                                                                               |                                                |                    |                        |
| 15 | "Filmagem & Medo Quebrado" Filmmaking & Fear Breaking"                        | 20 de Maio de 2012 05 de Novembro de 2012      | 112                | 3.0                    |
| Dez resolve fazer uma grande produção para sua aula de cinema: O Monstro Tãn-Dãn-Dãn. Dez então convida Austin para ser seu protagonista, mas quando Austin vê que o cenário é cheio de guarda-sóis, ele fica com medo de fazer o filme e revela a Ally seu maior medo: Guarda-Sol. Enquanto isso, Trish faz de tudo para ser a protagonista do filme, e Dez despreza todo os cenários que Ally confeccionou. |                                                                               |                                                |                    |                        |
| 16 | "Jantares & Encontros" Diners & Daters"                                       | 17 de Junho de 2012 12 de Novembro de 2012     | 116                | 2.9                    |
| Trish consegue um emprego de garçonete no Melody Dinner, onde todos os pedidos devem ser cantados. Austin se apaixona por uma das garçonetes, e pede ajuda a Ally para escrever uma música para ela. Porém, ele não consegue expressar bem seus sentimentos, e a música fica horrível. Enquanto isso, a gerente do restaurante, Mindy, se apaixona por Dez. |                                                                               |                                                |                    |                        |
| 17 | "Pântanos & Crocodilos" Everglades & Allygators"                              | 15 de Julho de 2012 19 de Novembro de 2012     | 117                | 3.5                    |
| É verão, início de férias, e o rapper MC Bufunfa convida Austin para cantar em sua festa de verão, e também o convida para escrever sua nova música em sua casa-barco. Porém, um mistério assombra o lugar: a lenda da Big Mama, uma jacaré gigante que come qualquer coisa que vê pela frente. Dez precisa de um novo segmento para sua aula de Cinema, e usa a jacaré como inspiração. Austin e Ally tem muita dificuldade para compor devido às inúmeras distrações que os atrapalham, e o cabelo de Trish fica tão grande que chega a dar medo.                                                                                            |                                                                               |                                                |                    |                        |
| 18 | "Sucessos & Retrocessos" Successes & Setbacks"                                | 19 de Agosto de 2012 26 de Novembro de 2012    | 118                | 3.3                    |
| Austin ganha a chance de assinar um contrato com uma gravadora quando o dono da Starr Records, Jimmy Starr, tem interesse na música de Austin e pede uma demo dele. A equipe Austin então fica acordada a noite toda ensaiando e gravando a demo. Porém, quando Austin tenta atingir uma nota alta, sua voz falha, e ao ir ao médico no dia seguinte ele descobre que precisa fazer uma cirurgia. Austin não sabe se deve ou não fazê-la, por medo de nunca mais poder cantar. |                                                                               |                                                |                    |                        |
| 19 | "Álbuns e Audições" Albums & Auditions"                                       | 09 de Setembro de 2012 03 de Dezembro de 2012  | 119                | 3.0                    |
| O álbum de Austin está na véspera de sua estreia, e todos estão bem animados. Ally recebe um convite para refazer a audição da Universidade de Música de Nova York, mas ela recusa porque foi essa audição que a fez ficar com medo do palco. Porém, seus amigos a enganam e a fazem passar no teste sem ela perceber. Quando ela recebe a notícia de que passou, ela fica muito animada. Mas seus amigos se esqueceram do detalhe de que a escola fica em Nova York, a mais de 2.000 km de distância de Miami. Ally então fica dividida se deve ir para Nova York para seguir seus sonhos ou se fica em Miami para não abandonar seus amigos. |                                                                               |                                                |                    |                        |

### 2ª Temporada (2012-13)
Participação Especial: Sabrina Carpenter como Lucy Glockman }}

| # | #  | Títulos                                                                                            | Estreias                                      | Código de Produção | Audiência (em milhões) |
| --- | -- | -------------------------------------------------------------------------------------------------- | --------------------------------------------- | ------------------ | ---------------------- |
| 20 | 1  | "Fantasias & Coragem" Costumes & Courage"                                                          | 07 de Outubro de 2012 10 de Dezembro de 2012  | 201                | 4.0                    |
| É Halloween, e Jimmy convida os quatro amigos para uma fantasia que ele dará na casa dele. Austin percebe que Ally e Jimmy estão escondendo algo dele. Quando ele descobre que eles estavam planejando vender uma das músicas favoritas de Austin para uma cantora famosa, ele fica furioso. Ao seguir a sugestão de Dez de escrever um texto ofensivo expressando o que sente mas sem enviá-lo, Austin acidentalmente o envia para Ally e Jimmy. Ao ler o texto, Ally revela a Austin que ela e Jimmy estavam fazendo uma surpresa para ele cantar a música com a cantora famosa, então a turma precisa apagar o texto do celular de Jimmy antes que ele o leia. Durante a festa, Trish e Dez nocauteiam a cantora que iria se apresentar com Austin. Ally, percebendo que estava com a mesma fantasia, decide enfrentar seu medo de palco e se passar pela cantora. |    | |                                               |                    |                        |
| 21 | 2  | "Dançarinos & Rompimentos" Backups & Breakups"                                                     | 14 de Outubro de 2012 17 de Dezembro de 2012  | 202                | 3.7                    |
| Um dos dançarinos de Austin se machuca feio, então a turma faz audições à procura de um substituto. Trish e Dez estão passando tempo demais juntos, e Austin e Ally começam a pensar que eles estão namorando. Mas na verdade Trish estava namorando o novo dançarino de Austin, Trent, e Dez escondia o segredo que amava filmes românticos. Tudo está ótimo, até que Ally descobre que Trent tem outra namorada, e só saiu com Trish para conseguir a vaga de dançarino de Austin. |    | |                                               |                    |                        |
| 22 | 3  | "Revistas & Composta de Coisas" Magazines & Made-Up Stuff"                                         | 28 de Outubro de 2012 04 de Março de 2013     | 205                | 3.5                    |
| Trish consegue para Austin uma entrevista na maior revista de entretenimento de Miami: a Cheetah Beach. Mas, para passar uma imagem de que Austin é legal, eles mentem várias coisas no formulário que enviaram à revista. Quando a repórter (de apenas 10 anos de idade) chega para fazer a entrevista, Austin é obrigado a fazer todas as coisas que colocou no formulário, entre elas comer insetos, lutar karatê e pular de bung jump. |    | |                                               |                    |                        |
| 23 | 4  | "Pais & Punições" Parents & Punishments"                                                           | 04 de Novembro de 2012 11 de Março de 2013    | 206                | 3.3                    |
| Quando a turma descobre que a banda infantil da escola será suspensa por falta de instrumentos, Ally acidentalmente doa todos os instrumentos da Sonic Boom para eles. Para recuperar o prejuízo, Austin dá a ideia de fazer um show beneficente para recuperar o dinheiro, e ele também promete a Ally que vai se apresentar. Porém, os pais de Austin, chateados com suas notas baixas, o proíbem de sair de casa. Para não decepcionar Ally, ele sai escondido quando seus pais saem de casa, mas, para o azar dele, eles foram prestigiar o evento beneficente de Ally. |    | |                                               |                    |                        |
| 24 | 5  | "Bebês Chorões & Colônia" Crybabies & Cologne"                                                     | 11 de Novembro de 2012 18 de Março de 2013    | 204                | 3.3                    |
| Trent está de volta, para tentar se redimir com Trish, mas ela não o perdoa. Ele então consegue fazer a cabeça de Ally e de Dez, roubando a nova música de Austin e todo o vídeo de Double Take. Além disso, Trent começa a copiar a vida de Austin, incluindo seu visual e até um novo Dez aparece. |    | |                                               |                    |                        |
| 25 | 6  | "Austin & Jessie & Ally: Na Festa de Ano Novo (Parte 1)" Austin & Jessie & Ally All Star New Year" | 07 de Dezembro de 2012 30 de Dezembro de 2012 | 211                | 4.8                    |
| É ano novo, e a turma tenta realizar o maior sonho de Austin: cantar na Times Square na virada do ano. Porém, para conseguir isso, eles terão que passar por várias confusões Enquanto isso, em NY, a família Ross se prepara para a virada do ano de uma maneira bem inusitada. |    | |                                               |                    |                        |
| 26 | 7  | "Rodas Gigantes & Respiração Pavorosa" Ferris Wheels & Funk Breath"                                | 13 de Janeiro de 2013 25 de Março de 2013     | 203                | 3.3                    |
| A turma se prepara para gravar o primeiro videoclipe de Austin, que se passa num parque de diversões, com direito a um beijo de Austin com uma garota. Porém, a atriz que faz a namorada de Austin no clipe tem um mau hálito muito forte, e a turma pensa em demiti-la na hora, mas descobrem que não podem, porque ela é a filha de Jimmy, Kira. |    | |                                               |                    |                        |
| 27 | 8  | "Namoradas & Amigas (Parte 1)" Girlfriends & Girl Friends (Part 1)"                                | 27 de Janeiro de 2013 08 de Abril de 2013     | 207                | 4.0                    |
| O clipe de Austin com Kira chega ao primeiro lugar nas paradas de Miami, e para comemorar, Austin chama Kira para sair, agora que ela curou seu problema de mau hálito. Então, ele pede ajuda a Ally para organizar o encontro perfeito. Porém, ao ajudar Austin, Ally acaba percebendo que gosta dele. Além disso, o encontro de Austin e Kira dá quase muito errado, pois ela odeia todas as coisas que Ally organizou. |    | |                                               |                    |                        |
| 28 | 9  | "Campistas & Complicações (Parte 2)" Campers & Complications (Part 2)"                             | 17 de Fevereiro de 2013 15 de Abril de 2013   | 208                | 4.9                    |
| Um velho amigo de Ally, Eliot, vem visitá-la, para a alegria dela. Mas ela notou que ele passou de um nerd feio para um garoto lindo e inteligente. Quando ela começa a passar tempo demais com ele, Austin fica com ciúmes, e numa conversa com Dez, ele percebe que gosta dela. Então, Austin começa a disputar com Eliot a atenção de Ally. |    | |                                               |                    |                        |
| 29 | 10 | "Capítulos & Escolhas (Parte 3)" Chapters & Choices (Part 3)"                                      | 24 de Fevereiro de 2013 22 de Abril de 2013   | 209                | 4.3                    |
| Austin e Ally finalmente percebem que se gostam, mas tem medo de se declarar um ao outro para não estragar sua amizade. Enquanto isso, a mãe de Ally volta de sua expedição na África e encoraja sua filha a encarar seu maior medo: o palco. Com a ajuda de Austin, ela então decide se apresentar com ele. Austin pede Kira em namoro, mas ela fica relutante em aceitar porque ele é muito indeciso. Ally foge do palco durante a apresentação, mas sua mãe a convence a tentar de novo. Ally finalmente consegue se apresentar, e logo depois, Austin e ela se beijam. Mas, para a tristeza de Ally, Kira aparece dizendo que aceita namorar Austin. |    | |                                               |                    |                        |
| 30 | 11 | "Parceiros & Paraquedas (Parte 4)" Partners & Parachutes (Part 4)"                                 | 17 de março de 2013 29 de abril de 2013       | 210                | 4.3                    |
| Ally fica arrasada depois que Kira aceita namorar Austin, mas logo depois supera, concentrada em começar sua carreira, já que perdeu o medo do palco. Enquanto isso, Austin fica no dilema de tentar terminar com Kira, mas ele tem receio para não magoá-la. Quando ele finalmente consegue, ele descobre que Ally já o esqueceu. Então Austin fará tudo o que estiver em seu alcance para reconquistar Ally. |    | |                                               |                    |                        |
| 31 | 12 | "Amigos Loucos & Ficção de Fãs" Freaky Friends & Fan Fiction"                                      | 05 de Abril de 2013 09 de Junho de 2013       | 217                | 3.6                    |
| Dez entra num concurso de histórias curtas, competindo com Chuck, então ele vai até a loja de antiguidades onde Trish trabalha para comprar uma máquina de escrever. O que ele e ninguém esperava é que qualquer coisa que é escrita na máquina de escrever se torna realidade, por mais improvável e impossível que seja. |    | |                                               |                    |                        |
| 32 | 13 | "Casais & Carreiras" Couples & Careers"                                                            | 05 de Maio de 2013 23 de Junho de 2013        | 212                | 3.7                    |
| Austin e Ally finalmente são um casal. Porém, logo eles percebem que o fato de estarem juntos atrapalha e muito seu processo de composição. Enquanto isso, Trish e Dez participam de um concurso para o filme Zaliens 8. |    | |                                               |                    |                        |
| 33 | 14 | "Spas & Especiarias" Spas & Spices"                                                                | 19 de Maio de 2013 14 de Julho de 2013        | 213                | 2.6                    |
| Ally é convidada para fazer uma sessão de fotos para uma das maiores revistas de Miami, então, Trish a leva para o spa onde está trabalhando, com o objetivo de fazê-la relaxar. Porém, não é isso que acontece. Enquanto isso, Dez se prepara para competir num concurso de chilli com Chuck. |    | |                                               |                    |                        |
| 34 | 15 | "Solos & Gatinhas Glamurosas" Solos & Stray Kitties"                                               | 02 de Junho de 2013 15 de Julho de 2013       | 214                | 3.2                    |
| Trish consegue uma audição para Ally com uma grande empresária, e Ally fica bem animada. Ela acaba passando, mas logo descobre que a empresária quer formar um grupo: As Gatinhas Glamurosas, sendo que Ally seria a Gatinha Gótica. Insatisfeita com o grupo, Ally tenta sair, mas seu contrato a impede. Então a turma bola um plano para tirar Ally do grupo. Enquanto isso, Dez se apaixona por uma das integrantes das Gatinhas Glamurosas. |    | |                                               |                    |                        |
| 35 | 16 | "Canções de Garotos & Emblemas" Boy Songs & Badges"                                                | 08 de Junho de 2013 22 de Julho de 2013       | 218                | 2.5                    |
| Ally está tão ocupada com suas músicas que não tem tempo para compor com Austin, então, ele decide escrever sozinho pela primeira vez na vida. Porém, a música sai horrível, e os dois precisam consertá-la em pouco tempo, já que Austin prometeu cantar sua música nova na TV. Enquanto isso, Trish comanda a equipe de escoteiros de seu irmão mais novo, ou pelo menos tenta. |    | |                                               |                    |                        |
| 36 | 17 | "Faixas & Problemas" Tracks & Troubles"                                                            | 23 de Junho de 2013 07 de Outubro de 2013     | 216                | 3.3                    |
| Trish diz a Ally que Jimmy não a quer em sua gravadora porque ele não quer que ela e Austin disputem a mesma gravadora. Ela fica chateada, e compõe sua música nova pensando nisso. Jimmy acaba escutando a música e pede para Ally vendê-la para ele para lançar a carreira de Kira, mas ela se recusa, porque a letra é muito pessoal. Em uma visita a gravadora, a turma acaba gravando suas vozes por cima da música de Kira sem querer. Eles então precisam regravar a faixa sem que Jimmy saiba, para que ele não pense que foi uma vingança por Ally não ter sido aceita na gravadora. |    | |                                               |                    |                        |
| 37 | 18 | "Videos Virais & Dança Muito Ruim" Viral Videos & Very Bad Dancing"                                | 14 de Julho de 2013 14 de Outubro de 2013     | 219                | 3.2                    |
| Ally é indicada para o prêmio revelação do ano pelo pela revista do magnata e empresário Jean-Pou-Pou-Jean. Mas, para vencer, ela precisa postar um vídeo mostrando seus maiores talentos. Ela então decide fazer um vídeo dançando, mas seus amigos tentam impedi-la, pois ela dança muito mal. |    | |                                               |                    |                        |
| 38 | 19 | "Melodias & Julgamentos" Tunes & Trials"                                                           | 19 de Julho de 2013 21 de Outubro de 2013     | 220                | 4.1                    |
| Novamente Ally não tem tempo para compor com Austin, e sugere que ele tente compor sozinho de novo, usando como inspiração alguém de quem ele gosta. Ele finalmente consegue compor uma música boa, falando de amor, e aí surge a dúvida: quem seria a garota que inspirou Austin a compor sua música? Enquanto isso, Val, a ex-empresária das Gatinhas Glamurosas, processa Austin por ele supostamente ter pego sua nova música dela. |    | |                                               |                    |                        |
| 39 | 20 | "Sons do Futuro & Festivais de Músicas" Future Sounds & Festival Songs"                            | 28 de Julho de 2013 11 de Agosto de 2013      | 226                | 3.3                    |
| Austin e Dez ficaram super empolgados com uma feira que foram com artigos bem futurísticos. Ele acaba mostrando uma máquina de fazer som para Ally, mas ela não bota muita fé, e os dois acabam brigando. Ao subir para a sala de ensaio, Austin toma um choque e desmaia, e ao acordar ele está no mundo futurístico que sempre sonhou em estar. Mas logo ele percebe que não realmente esse mundo sem sentimentos que ele queria. |    | |                                               |                    |                        |
| 40 | 21 | "Esportes & Torcedoras" Sports & Sprains"                                                          | 04 de Agosto de 2013 28 de Outubro de 2013    | 221                | 2.9                    |
| Austin descobre que é muito bom no basquete, e decide fazer o teste para entrar no time da escola. Quando ele consegue entrar, Jimmy o força a sair, porque Austin corre risco de se machucar e de não poder dançar. Mas Austin quer muito jogar basquete, então ele contraria a ordem de Jimmy e continua na equipe, mas ele acaba se machucando. Enquanto isso, Ally faz inúmeras entrevistas para o jornal da escola irritando todo mundo, Trish tenta conseguir um prêmio de mil dólares por ser a pessoa mais animada da escola, e Dez e Chuck competem para ver quem é melhor como líder de torcida. |    | |                                               |                    |                        |
| 41 | 22 | "Vagabundos de Praia & Ringues" Beach Bums & Bling"                                                | 11 de Agosto de 2013 29 de Julho de 2013      | 215                | 3.1                    |
| Austin começa a ser um pouco irresponsável com dinheiro que ganha, mas ele ignora os avisos de todo mundo. Austin e Dez acabam encontrando o ídolo deles tocando guitarra e pedindo esmolas no shopping, então eles decidem ajudá-lo. |    | |                                               |                    |                        |
| 42 | 23 | "Famílias & Contendas" Familys & Feuds"                                                            | 01 de Setembro de 2013 06 de Janeiro de 2014  | 223                | 2.4                    |
| A turma vai a celebração do aniversário da irmã de Dez, Didi. Mas tudo vira uma confusão quando Didi anuncia que está noiva do grande inimigo de Dez, Chuck. |    | |                                               |                    |                        |
| 43 | 24 | "Semana Moon & Orientadores" Moon Week & Mentors"                                                  | 15 de Setembro de 2013 13 de Janeiro de 2014  | 222                | 3.6                    |
| Austin e Ally são convidados para ser orientadores de um concurso para novos talentos, e além disso, nesse concurso ocorre a semana Austin Moon, onde todos no programa só cantarão músicas de Austin. Os dois escolhem como afilhada a menina mais tímida e desengonçada do concurso, Lucy Glockman, e Ally a tenta mudar para se tornar mais legal, mas Lucy não se sente à vontade com isso. Enquanto isso, Trish e Dez tentam fazer o maior cartaz da plateia para aparecerem na TV, mas não obtém sucesso com isso. |    | |                                               |                    |                        |
| 44 | 25 | "Vida Real & Vida Enrolada" Real Life & Reel Life"                                                 | 22 de Setembro de 2013 20 de Janeiro de 2014  | 224                | 3.2                    |
| Austin está cansado de Ally nunca ter tempo para ele, então ele decide procurar outra compositora. Quando Ally descobre que Austin está escrevendo músicas com outra pessoa, os dois tem a maior briga de todas e decidem acabar com a parceria. Enquanto isso, Dez decide fazer um filme para contar a história da parceria de Austin e Ally, mas depois ele usa esse filme como uma arma para reaproximar os dois. |    | |                                               |                    |                        |
| 45 | 26 | "Novos Começos & Despedidas" Fresh Starts & Farewells"                                             | 29 de Setembro de 2013 25 de Janeiro de 2014  | 225                | 3.3                    |
| Todos estão bem empolgados com a primeira turnê de Austin, que se iniciará em pouco mais de uma semana. Ally recebe a proposta de assinar um contrato com a Ramone Records, mas ela teria que gravar suas músicas imediatamente, não podendo ir na turnê junto com Austin, Trish e Dez. Ela então precisa decidir se fica em Miami para gravar suas músicas ou se parte na turnê com seus amigos. |    | |                                               |                    |                        |

### 3ª Temporada (2013-14)
| # | #  | Título                                                                              | Dirigido por        | Escrito por                                                                     | Estreias                                                               | Código de produção | Audiência (em milhões) |
| --- | -- | ----------------------------------------------------------------------------------- | ------------------- | ------------------------------------------------------------------------------- | ---------------------------------------------------------------------- | ------------------ | ---------------------- |
| 46 | 1  | "Viagens de Estradas & Reuniões" Road Trips & Reunions"                             | Shelley Jensen      | Kevin Kopelow & Heath Seifert                                                   | 27 de outubro de 2013 3 de março de 2014 7 de março de 2014            | 301                | 3.28                   |
| A temporada começa com Ally em Miami, morrendo de saudade de seus amigos, mas principalmente de Austin. Em uma conversa de vídeo, onde vê que Austin também está sentindo muito sua falta, Ally decide visitar seus amigos em uma das paradas da turnê de Austin, usando a passagem de avião que ele deu pra ela. Porém, Ally acaba pegando o avião para o lugar errado. Quando finalmente ela se reencontra com Trish e Dez, os três descobrem que Austin saiu do trailer da turnê e quando voltou entrou no trailer errado, acabando por ser levado a quilômetros de distância de seus amigos e do show que iria fazer. |    |                                                                                     |                     |                                                                                 |                                                                        |                    |                        |
| 47 | 2  | "O Que é & Onde Está Austin" What Ifs & Where's Austin"                             | Shelley Jensen      | Rick Nyholm                                                                     | 3 de novembro de 2013 10 de março de 2014 4 de abril de 2014           | 302                | 3.48                   |
| Os quatro amigos acordam no trailer da turnê morrendo de fome, e quando Austin vai comprar o café da manhã deles, Ally, Trish e Dez imaginam como seriam as vidas deles se não tivessem conhecido Austin. |    |                                                                                     |                     |                                                                                 |                                                                        |                    |                        |
| 48 | 3  | "Presidentes & Problemas" Presidents & Problems"                                    | Shelley Jensen      | Meg DeLoatch                                                                    | 10 de novembro de 2013 17 de março de 2014 4 de abril de 2014          | 303                | 3.03                   |
| A turnê de Austin está chegando ao fim, e na sua última parada na capital do país, os quatro amigos vão a um museu cheio de peças valiosas do teatro estadunidense. Austin experimenta os sapatos de prata originais da peça O Mágico de Oz, e eles acabam ficando presos em seus pés, fazendo a turma entrar em pânico. Enquanto isso, Trish dá a notícia a seus amigos de que o presidente dos Estados Unidos irá assistir o último show da turnê de Austin. |    |                                                                                     |                     |                                                                                 |                                                                        |                    |                        |
| 49 | 4  | "Clubes de Praia & Melhores Amigas" Beach Clubs & BFF's"                            | Sean Lambert        | Samantha Silver & Joey Manderino                                                | 24 de novembro de 2013 24 de março de 2014 11 de abril de 2014         | 304                | 3.09                   |
| A turnê de Austin chega ao fim e os quatro amigos retornam a Miami. O que Austin, Dez e principalmente Trish não esperavam é que Ally virou muito amiga de Kira enquanto ela ainda não tinha ido para a turnê com seus amigos. Trish começa a ficar com muito ciúme da amizade de Ally e Kira, e pensa que Ally a deixou de lado. Enquanto isso, Austin e Dez tentam encontar um tesouro perdido no novo restaurante do shopping. |    |                                                                                     |                     |                                                                                 |                                                                        |                    |                        |
| 50 | 5  | "Misturas Altas & Brinquedos" Mix-Ups & Mistletoes"                                 | Adam Weissman       | Rick Nyholm                                                                     | 1 de dezembro de 2013 7 de dezembro de 2014 12 de Dezembro de 2014     | 310                | 3.20                   |
| 51 | 6  | "Clubes Glee & Glória" Glee Clubs & Glory"                                          | Shelley Jensen      | Meg DeLoatch                                                                    | 19 de janeiro de 2014 29 de março de 2014 13 de junho de 2014          | 313                | 3.02                   |
| Austin junta-se a Ally em seu Glee Club. No entanto, quando ele tem uma ideia de mudar o clube um pouco e Ally não gosta, ele, Trish, e outras crianças começam seu próprio Glee Club rival. Dez se junta à equipe de Ally para que ela tenha membros suficientes. No entanto, devido à briga dos Glee Clubs o treinador expulsa Austin e Ally do clube, tornando Dez o novo presidente do mesmo. A liderança de Dez, os movimentos de dança, e as ideias são tão estranhas e irritantes que Austin e Ally compõem uma nova música e Trish a mostra ao treinador para deixá-los voltar ao clube. Na competição o Glee Club canta um medley das canções que Austin e Ally escreveram juntos e ganham o primeiro lugar. |    |                                                                                     |                     |                                                                                 |                                                                        |                    |                        |
| 52 | 7  | "Austin & Pseudônimos" Austin & Alias"                                              | Jon Rosenbaum       | Steve Freeman & Aaron Ho                                                        | 26 de janeiro de 2014 31 de março de 2014 20 de junho de 2014          | 305                | 2.75                   |
| Ally é proibida por Ronnie Ramone, o dono de sua gravadora, de compor as músicas de Austin, para não ajudar uma gravadora concorrente. Para não deixar Austin na mão, Ally decide compor as músicas dele sob um pseudônimo. Mas as coisas complicam quando uma rádio de Miami pede uma entrevista de Austin com sua nova compositora. |    |                                                                                     |                     |                                                                                 |                                                                        |                    |                        |
| 53 | 8  | "Princesas & Prêmios" Princesses & Prizes"                                          | Eric Dean Seaton    | Rick Nyholm                                                                     | 9 de fevereiro de 2014 24 de maio de 2014 16 de maio de 2014           | 306                | 2.71                   |
| Para levantar o dinheiro para a caridade, Austin concorda em entrar em um leilão valendo um encontro com ele. Uma garota chamada Chelsea prometeu US$ 3.000 para ir a um encontro com Austin, fazendo com que Ally entrasse no leilão, pensando que Chelsea se tornaria a nova namorada de Austin caso ganhasse. Chelsea acaba ganhando o leilão e consequentemente o encontro com Austin, Ally fica com ciúmes da situação e percebe que talvez ainda sinta algo por Austin. |    |                                                                                     |                     |                                                                                 |                                                                        |                    |                        |
| 54 | 9  | "Cupidos e Curtidas" Cupids & Cuties"                                               | Eric Dean Seaton    | Heath Seifert & Kevin Kopelow                                                   | 9 de março de 2014 5 de outubro de 2014 4 de julho de 2014             | 307                | 2.18                   |
| Trish recebe uma visita de um menino, Jace, que ela está gostando, mas ela age de forma estranha quando eles vão em um encontro. Quando Dez tenta aconselhá-la, ela ri da cara dele e duvida de seus conhecimentos amorosos. Ela então procura conselhos do Dr. Cupido, uma pessoa que dá conselhos amorosos por meio de um site. O encontro de Trish vai tão bem depois dos conselhos do Dr. Cupido, e Dez acaba revelando que na verdade o Dr. Cupido é ele. Ele disse que inventou um nome falso porque achava que as pessoas nunca o levariam a sério. Trish organiza uma entrevista de rádio para ele, mas ele revela que nunca esteve apaixonado, teve uma namorada ou foi em um encontro, então ele é exposto como uma fraude. Ele tenta obter uma namorada, então seus amigos tentam tirá-lo de sua tristeza, dando-lhe seus próprios conselhos, mas ele não usa. Mais tarde, ele se apaixona por uma funcionária do clube de praia do shopping chamada Carrie. Enquanto isso, Austin e Ally trabalham em um projeto de física juntos. |    |                                                                                     |                     |                                                                                 |                                                                        |                    |                        |
| 55 | 10 | "Críticas & Confidências" Critics & Confidence"                                     | Shannon Flynn       | Aaron Ho & Steve Freeman                                                        | 16 de março de 2014 28 de setembro de 2014 18 de julho de 2014         | 308                | 2.01                   |
| Um crítico de uma revista faz uma dura críica ao trabalho de Austin, o que deixa ele abalado. Ele então decide fazer uma apresentação super gigante para impressionar o tal crítico, mas tudo o que ele consegue é estragar o show machucando o crítico e esquecendo a letra da música que ele iria cantar. Depois dessa apresentação, Austin começa a ficar com medo de palco, e cabe a Ally ajudá-lo a superar o mesmo problema que um dia ela superou. |    |                                                                                     |                     |                                                                                 |                                                                        |                    |                        |
| 56 | 11 | "Diretores & Divas" Directors & Divas"                                              | Laura James         | Joey Manderino & Samantha Silver (história) Aaron Ho & Steve Freeman (teleplay) | 13 de abril de 2014 31 de maio de 2014 18 de setembro de 2014          | 317                | 2.31                   |
| 57 | 12 | "Rapazes & Paradas" Hunks & Homecoming"                                             | Adam Weissman       | Steve Freeman & Aaron Ho                                                        | 22 de junho de 2014 8 de outubro de 2014 29 de agosto de 2014          | 311                | 2.94                   |
| 58 | 13 | "Desfiles de Moda & Primeiras Impressões" Fashion Shows & First Impressions"        | Craig Wyrick-Solari | Samantha Silver & Joey Mandarino                                                | 29 de junho de 2014 9 de outubro de 2014 12 de setembro de 2014        | 312                | 2.06                   |
| 59 | 14 | "Fanáticos & Favores" Fanatics & Favors"                                            | Sean Lambert        | Joey Mandarino & Samantha Silver                                                | 13 de julho de 2014 29 de dezembro de 2014 26 de setembro de 2014      | 309                | 2.24                   |
| 60 | 15 | "Ovos & Extraterrestres" Eggs & Extraterrestrials"                                  | Shelley Jensen      | Calum Worthy                                                                    | 27 de julho de 2014 21 de setembro de 2014 20 de novembro de 2014      | 321                | 2.75                   |
| 61 | 16 | "Escolhas e Bailes (Parte 1)" Proms & Promises (Part 1)"                            | Jean Sagal          | Kevin Kopelow & Heath Seifert                                                   | 10 de agosto de 2014 16 de fevereiro de 2015 10 de outubro de 2014     | 315                | 2.27                   |
| 62 | 17 | "Últimas Danças & Últimas Chances (Parte 2)" Last Dances & Last Chances (Part 2)"   | Jon Rosenbaum       | Heath Seifert & Kevin Kopelow                                                   | 24 de agosto de 2014 16 de fevereiro de 2015 17 de outubro de 2014     | 316                | N/A                    |
| 63 | 18 | "Vídeos & Vilões" Videos & Villains"                                                | Craig Wyrick-Solar  | Amelia Sims                                                                     | 21 de setembro de 2014 17 de fevereiro de 2015 7 de novembro de 2014   | 320                | 1.89                   |
| 64 | 19 | "Bullying" Beauties & Bullies"                                                      | Rich Correll        | Kevin Kopelow & Heath Seifert                                                   | 28 de setembro de 2014 18 de fevereiro de 2015 14 de novembro de 2014  | 319                | 2.07                   |
| 65 | 20 | "Histórias de Terror & Sustos no Dia das Bruxas" Horror Stories & Halloween Scares" | Rich Correll        | Jay Dyer                                                                        | 5 de outubro de 2014 11 de outubro de 2014 27 de outubro de 2014       | 318                | 2.42                   |
| 66 | 21 | "Registros & Bolas de Demolições" Records & Wrecking Balls"                         | Ken Ciezler         | Rick Nyholm                                                                     | 12 de outubro de 2014 19 de fevereiro de 2015 30 de janeiro de 2015    | 314                | 2.08                   |
| 67 | 22 | "Relacionamentos & Tapetes Vermelhos" Relationships & Red Carpets"                  | Shelley Jensen      | Rick Nyholm                                                                     | 23 de novembro de 2014 20 de fevereiro de 2015 13 de fevereiro de 2015 | 322                | 2.90                   |

### 4ª Temporada (2015-16)
| #  | #  | Título | Dirigido por        | Escrito por                    | Estreias                                                              | Código de produção | Audiência (em milhões) |
| -- | -- | --- | ------------------- | ------------------------------ | --------------------------------------------------------------------- | ------------------ | ---------------------- |
| 68 | 1  | "Cortes de Cabelos & Inícios / Cortes & Começos" Buzzcuts & Beginnings"                                                     | Shelley Jensen      | Kevin Kopelow Heath Seifert    | 18 de janeiro de 2015 19 de abril de 2015 8 de maio de 2015           | 401                | 3.80                   |
| 69 | 2  | "Lojas De Colchões & Academias De Música" "Mattress Stores & Music Factories"                                               | Shelley Jensen      | Kevin Kopelow Heith Seifert    | 25 de janeiro de 2015 9 de junho de 2015 15 de maio de 2015           | 402                | 2.22                   |
| 70 | 3  | "Inaugurações & Expectativas" "Grand Openings & Great Expectations"                                                         | Eric Dean Seaton    | Samantha Silver Joey Mandarino | 8 de fevereiro de 2015 10 de junho de 2015 22 de maio de 2015         | 403                | 2.07                   |
| 71 | 4  | "Finalistas & Señores" "Seniors & Senõrs"                                                                                   | Eric Dean Seaton    | Steve Freeman Aaron Ho         | 15 de fevereiro de 2015 11 de junho de 2015 5 de junho de 2015        | 404                | 2.35                   |
| 72 | 5  | "Lições de Casa & Talentos Escondidos" "Homework & Hidden Talents"                                                          | Craig Wyrick        | Heath Seifert Keven Kopelow    | 28 de março de 2015 12 de junho de 2015 19 de junho de 2015           | 405                | 1.41                   |
| 73 | 6  | "Par & Decepções (BR) Duetos & Deceções (PT)" "Duos & Deceptions"                                                           | Jean Sagel          | Samantha Silver Joey Mandarino | 19 de abril de 2015 12 de julho de 2015 28 de setembro de 2015        | 409                | 2.22                   |
| 74 | 7  | "Sinos De Casamento & Pássaros Excêntricos" "Wedding Bells & Wacky Birds"                                                   | Adam Weissman       | Rachel McNevin                 | 3 de maio de 2015 11 de julho de 2015 4 de julho de 2015              | 406                | 1.95                   |
| 75 | 8  | "Karaokê & Calamidade" "Karaoke & Kalamity"                                                                                 | Shelley Jensen      | Aaron Ho Steve Freeman         | 14 de junho de 2015 7 de setembro de 2015 11 de setembro de 2015      | 412                | 1.75                   |
| 76 | 9  | "Mini-Me De & Cestas de Muffin" "Mini- Me's & Muffin Baskets"                                                               | Shelley Jensen      | Samantha Silver Joey Mandarino | 21 de junho de 2015 8 de setembro de 2015 4 de setembro de 2015       | 413                | 2.02                   |
| 77 | 10 | "Dançarinos & Dançarinas Bailarinos & Tantãs (PT)" "Dancers & Ditzes"                                                       | Adam Weissman       | Kevin Kopelow Heath Seifert    | 12 de julho de 2015 26 de julho de 2015 16 de outubro de 2015         | 407                | 2.25                   |
| 78 | 11 | "Mistérios & Crianças Metidas" "Mysteries & Meddling Kids"                                                                  | Laura James         | Steve Freeman Aaron Ho         | 26 de julho de 2015 9 de setembro de 2015 20 de novembro de 2015      | 417                | 2.18                   |
| 79 | 12 | "Retornos & Bolas de Cristal (BR) Regressos & Bolas de Cristal (PT)" "Comebacks & Crystal Balls"                            | Craig Wyrick-Solari | Jeny Quine                     | 9 de agosto de 2015 10 de setembro de 2015 16 de outubro de 2015      | 408                | 2.17                   |
| 80 | 13 | "Encargos & Boynado (BR)" "Burdens & Boynado"                                                                               | Shelley Jenson      | Samantha Silver Joey Manderino | 23 de agosto de 2015 11 de setembro de 2015 27 de novembro de 2015    | 418                | 1.94                   |
| 81 | 14 | "Sementes Más & Más Datas (BR) Más Sementes & Maus Encontros (PT)" "Bad Seeds & Bad Dates"                                  | A. Laura James      | Jeny Quine                     | 20 de setembro de 2015 15 de fevereiro de 2016 11 de dezembro de 2015 | 411                | 1.83                   |
| 82 | 15 | "Espíritos Assustadores & Histórias Assustadores" "Scary Spirits & Spooky Stories"                                          | Andy Fickman        | Garron Ma                      | 4 de outubro de 2015 26 de outubro de 2015 30 de outubro de 2015      | 414                | 2.13                   |
| 83 | 16 | "Rejeição & Foguetões (PT)" "Rejection & Rocketships"                                                                       | Raini Rodriguez     | Rachel McNevin                 | 8 de novembro de 2015 16 de fevereiro de 2016 8 de janeiro de 2016    | 415                | 1.79                   |
| 84 | 17 | "Bangaló e Beca & Não Pode Ser Encontrado (BR) Capas e Chapéus & Perdido e Não Achado (PT)" "Cap and Gown & Can't Be Found" | D.W. Moffett        | Jeny Quine                     | 22 de novembro de 2015 17 de fevereiro de 2016 22 de janeiro de 2016  | 416                | 1.73                   |
| 85 | 18 | "Papai Noel & Surpresas (BR) Pai Natal & Surpresas (PT)" "Santas & Surprises"                                               | Jean Sagal          | Wayne Conley                   | 6 de dezembro de 2015 12 de dezembro de 2015 18 de dezembro de 2015   | 410                | 1.51                   |
| 86 | 19 | "Sonhos & Despedidas (Parte 1) (BR) Musicais & Mudanças (PT)" "Musicals & Moving On (Part 1)"                               | Craig Wyrick-Solari | Aaron Ho e Steve Freeman       | 10 de janeiro de 2016 12 de fevereiro de 2016 12 de fevereiro de 2016 | 420                | 2.89                   |
| 87 | 20 | "Reencontros & Despedidas (Parte 2) (BR) Duetos & Destino (PT)" "Duets & Destiny (Part 2)"                                  | Shelley Jensen      | Heath Seifert e Kevin Kopelow  | 10 de janeiro de 2016 19 de fevereiro de 2016 12 de fevereiro de 2016 | 419                | 3.20                   |